# Fernando Chien
Chien Fu-Nan, más conocido como Fernando Chien, es un actor y acróbata de televisión y películas taiwanés.

## Biografía
Fernando practica Tae Kwon Do y Karate desde los 6 años.
Estudió el Hung-Gar Kung Fu en Montreal, Quebec. También practica Wushu, Jiu-Jitsu y Muay Thai.

## Carrera
Es miembro del equipo de acción "Reel Kick".
Fernando ha participado en acrobacias de más de 41 producciones.
En el 2008 se unió al elenco recurrente de la serie The Guild donde interpretó a Wade Wei, el vecino de Cyd "Codex" Sherman hasta el 2009.
En el 2009 interpretó a Lin en el episodio "Vine" de la serie norteamericana Melrose Place.
En el 2010 apareció como invitado en la serie NCIS: Los Angeles donde interpretó a Bobby Tang, un miembro de una banda asiática conocida como los "Hiragana" durante el episodio "Chinatown", Bobby es asesinado de un disparo por la espía del gobierno Chino, Xue-Li (Elaine Kao).
En el 2011 apareció como invitado en la serie True Justice donde interpretó a un matón y miembro de los Yakuza.
En el 2013 obtuvo un pequeño papel en un episodio de la serie Ray Donovan donde interpretó a un boxeador de peso ligero durante el episodio "Fite Nite".
En el 2016 se unió al elenco recurrente de la tercera temporada de la serie The Last Ship donde interpretó al corrupto Peng Wu, el presidente de China y exministro de Seguridad del Estado Chino, hasta el undécimo episodio de la temporada después de que su personaje muriera después de que Takehaya (Hiroyuki Sanada) lo acuchillara con una espada durante un enfrentamiento.

## Filmografía

### Series de televisión
| Año         | Título                               | Personaje        | Notas                                     |
| ----------- | ------------------------------------ | ---------------- | ----------------------------------------- |
| 2016        | The Last Ship                        | Peng Wu          | 6 episodios                               |
| 2015        | We Are Fathers                       | Funan            | 2 episodios                               |
| 2013        | Ray Donovan                          | Boxeador # 2     | episodio "Fite Nite"                      |
| 2012        | The Division                         | Max Chan         | episodio "The Research"                   |
| 2011        | True Justice                         | Matón            | episodio "Brotherhood: Part 2"            |
| 2011        | The Cape                             | Soldado ARK      | episodio "Pilot"                          |
| 2010        | The Legend of Neil                   | Acróbata         | episodio "The Restart of the King"        |
| 2010        | NCIS: Los Angeles                    | Bobby Tang       | episodio "Chinatown"                      |
| 2009        | Melrose Place                        | Lin              | episodio "Vine"                           |
| 2008 - 2009 | The Guild                            | Wade Wei         | 9 episodios                               |
| 2008        | My Own Worst Enemy                   | Hombre de ND.    | episodio "The Hummingbird"                |
| 2005        | Crossing Jordan                      | Quan Cheng       | episodio "You Really Got Me"              |
| 2004        | Star Trek: Enterprise                | Saul             | 2 episodios                               |
| 2000        | The Secret Adventures of Jules Verne | Guardia Asiático | episodio "The Black Glove of Melchizedek" |
| 1999        | Soldier of Fortune, Inc.             | Asiático         | episodio "White Dragon"                   |
| 1998        | Student Bodies                       | Guy              | 2 episodios                               |

### Películas
| Año  | Título     | Personaje           | Notas |
| ---- | ---------- | ------------------- | --- |
| 2013 | Iron Man 3 | Soldado de Extremis | junto a Robert Downey Jr., Gwyneth Paltrow, Don Cheadle, Guy Pearce y Rebecca Hall                               |
| 2012 | Red Dawn   | Lt. Pak             | junto a Chris Hemsworth, Josh Peck, Josh Hutcherson, Adrianne Palicki, Isabel Lucas y Jeffrey Dean Morgan        |
| 2011 | Warrior    | Fenroy              | junto a Joel Edgerton, Tom Hardy, Nick Nolte, Jennifer Morrison, Frank Grillo, Kurt Angle y Kevin Dunn           |
| 2011 | Fast Five  | Wilkes              | junto a Vin Diesel, Paul Walker, Jordana Brewster, Tyrese Gibson, Ludacris, Gal Gadot, Don Omar y Dwayne Johnson |

### Videojuegos
| Año  | Título                               | Personaje (es)                | Notas                           |
| ---- | ------------------------------------ | ----------------------------- | ------------------------------- |
| 2009 | Indiana Jones and the Staff of Kings | Matón de la Organización Tong | prestó su voz para el personaje |
| 2003 | Manhunt                              | Hoods                         | prestó su voz para el personaje |

### Director, productor y escritor
| Año  | Título | Notas                                        |
| ---- | ------ | -------------------------------------------- |
| 2011 | Fatal  | corto - director, co-productor y co-escritor |
| 2007 | Reign  | corto - co-productor                         |

### Acrobacias
| Año  | Título                                   | Notas                                                      |
| ---- | ---------------------------------------- | ---------------------------------------------------------- |
| 2016 | The Accountant                           | coordinador de acrobacias                                  |
| 2016 | Dirty Lies                               | coordinador de acrobacias                                  |
| 2015 | Warning Labels                           | corto - coordinador de acrobacias                          |
| 2015 | Black Salt                               | corto - co-acróbata / coreógrafo de peleas                 |
| 2015 | To Have and to Hold                      | acróbata                                                   |
| 2014 | True Blood                               | episodio "Fire in the Hole" - acróbata                     |
| 2014 | Transformers: la era de la extinción     | acróbata                                                   |
| 2014 | Captain America: The Winter Soldier      | acróbata                                                   |
| 2013 | The Americans                            | 3 episodios - coordinador de acrobacias                    |
| 2013 | Iron Man 3                               | acróbata                                                   |
| 2012 | House of Lies                            | episodio "The Mayan Apocalypse" - intérprete de acrobacias |
| 2012 | The Girl from the Naked Eye              | acróbata                                                   |
| 2011 | Warrior                                  | asistente de coordinador de acrobacias                     |
| 2011 | True Justice                             | 2 episodios - coordinador de acrobacias                    |
| 2010 | Bunraku                                  | acróbata                                                   |
| 2010 | The Dead Undead                          | acróbata                                                   |
| 2010 | Once Fallen                              | acróbata                                                   |
| 2010 | The Runaways                             | utility stunts                                             |
| 2010 | Blood and Bone                           | co-coordinador de peleas                                   |
| 2009 | Kamen Rider: Dragon Knight               | episodio "The Power of Three" - acróbata                   |
| 2009 | Black Dynamite                           | doble                                                      |
| 2008 | The Least of These                       | coordinador de acrobacias                                  |
| 2008 | Pineapple Express                        | acróbata                                                   |
| 2008 | The Mummy: Tomb of the Dragon Emperor    | acróbata                                                   |
| 2008 | Beyond the Ring                          | acróbata                                                   |
| 2008 | Pistol Whipped                           | acróbata                                                   |
| 2007 | Underdog                                 | acróbata                                                   |
| 2007 | Wide Awake                               | doble de acrobacias                                        |
| 2007 | Pirates of the Caribbean: At World's End | acróbata                                                   |
| 2007 | 24                                       | 2 episodios - intérprete de acrobacias                     |
| 2007 | TKO                                      | coordinador de peleas                                      |
| 2007 | Lords of the Underworld                  | asistente de coordinador de acrobacias                     |
| 2006 | Flags of Our Fathers                     | acróbata                                                   |
| 2006 | Heroes                                   | 2 episodios - doble de acrobacias                          |
| 2006 | Crank                                    | acróbata                                                   |
| 2006 | Ken                                      | intérprete de acrobacias                                   |
| 2006 | Honor                                    | intérprete de acrobacias                                   |
| 2006 | Poseidon                                 | acróbata                                                   |
| 2001 | The Tracker                              | acróbata                                                   |
| 2001 | Enterprise                               | intérprete de acrobacias                                   |
| 2001 | Crossing Jordan                          | intérprete de acrobacias                                   |

## Premios y nominaciones
| Año  | Categoría                                                                        | Premio                        | Serie/Película                           | Resultado |
| ---- | -------------------------------------------------------------------------------- | ----------------------------- | ---------------------------------------- | --------- |
| 2013 | Outstanding Ensemble Cast (junto a Andrew Bowen, Kevin McCorkle, Jessica Tom...) | Outstanding Achievement Award | The Division                             | Ganaron   |
| 2008 | Outstanding Performance by a Stunt Ensemble in a Motion Picture                  | Screen Actors Guild Award     | Pirates of the Caribbean: At World's End | Nominados |